# Guldhjälmen (trav)
Guldhjälmen var ett pris som under åren 1923–2015 delades ut av Svensk Travsport till den svenska travkusk som blivit allsvensk kuskchampion, alltså vunnit flest lopp under ett gånget år.
Vinnaren av allsvenska körsvensligan har fått köra i guldhjälm under den efterföljande säsongen. Flest utmärkelser fick Björn Goop tillsammans med Algot Scott, som vann 12 guldhjälmar vardera.
Goop valde inför säsongen 2016 att sluta köra i guldhjälmen och auktionera ut den. Hjälmen såldes för 100 100 kronor på auktionssidan Tradera. I början av säsongen körde Goop i blå hjälm. På hästgalan 2016 meddelade Svensk Travsport att guldhjälmen ska pensioneras, och de erbjöd Goop att permanent köra i guldhjälmen.

## I övriga länder
Guldhjälmen används även på liknande sätt i bland annat Tyskland och Norge. Tysken Heinz Wewering har sedan 1977 vunnit guldhjälmen 29 gånger i rad. Även norrmannen Atle Hamre har vunnit guldhjälmen ett flertal gånger.

## Bilder

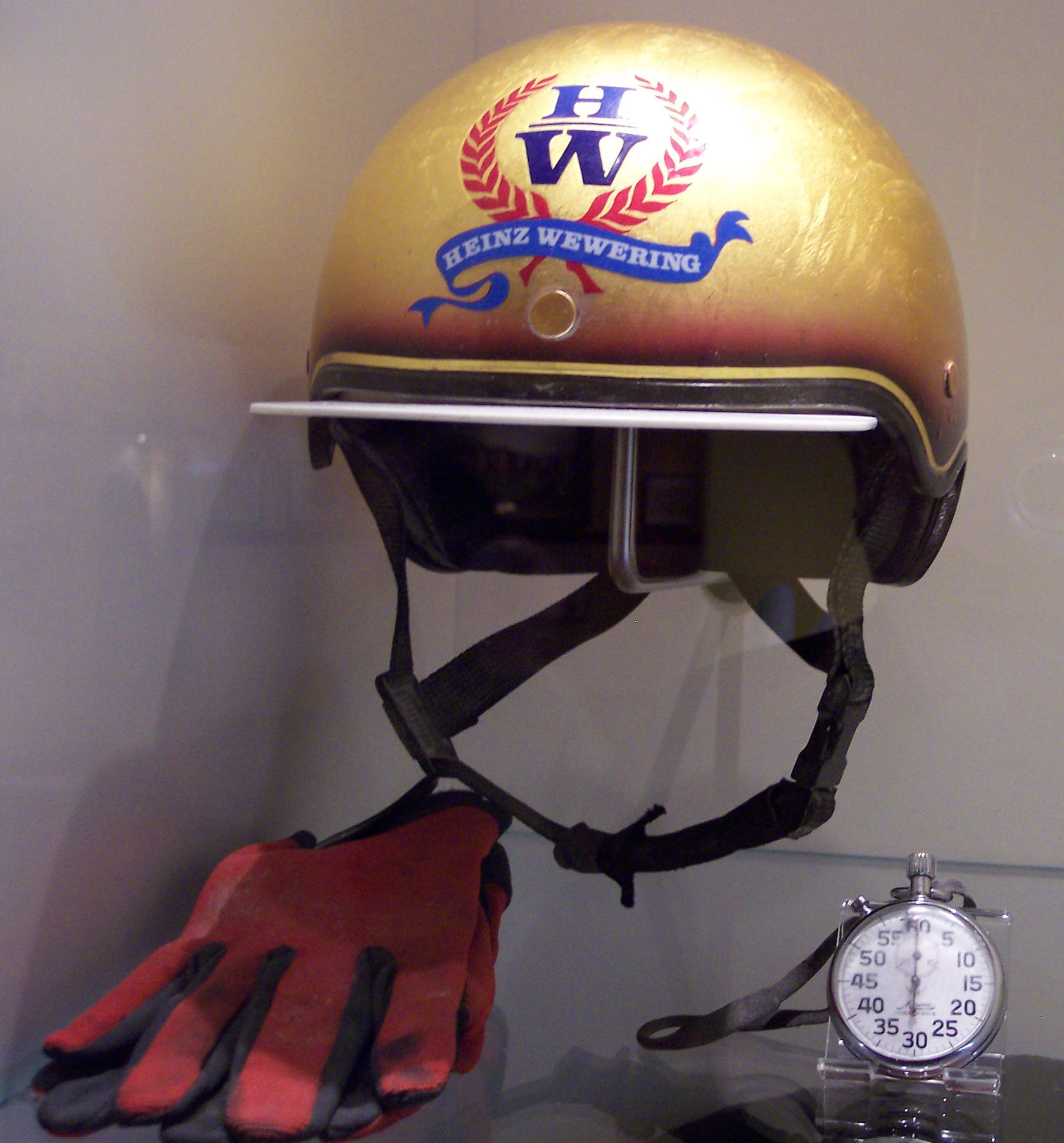
Heinz Wewerings guldhjälm på Westfälisches Pferdemuseum, Münster.
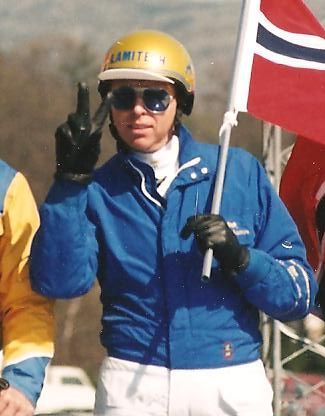
Norske Atle Hamre iklädd guldhjälm.
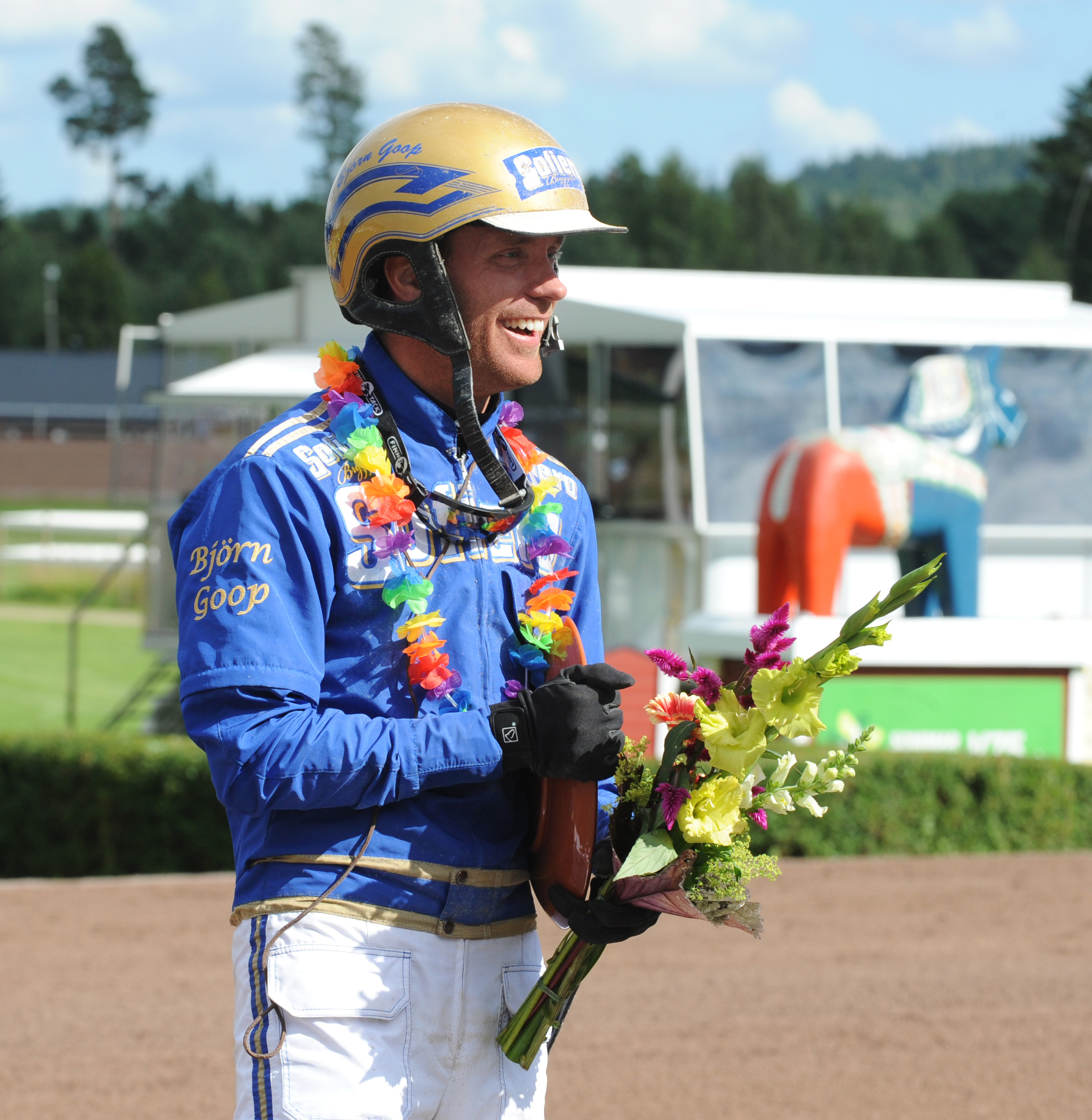
Björn Goop iklädd sin guldhjälm.